# Thiges
Thiges (łac. Thigensis) – stolica historycznej diecezji we Cesarstwie rzymskim w prowincji Byzacena, współcześnie Bordj-Gourbata w Tunezji. Obecnie katolickie biskupstwo tytularne. Od 1999 biskupem Thiges jest biskup pomocniczy włocławski w latach 2000-2020 Stanisław Gębicki.

## Biskupi tytularni
| Lp. | Biskup                    | Funkcja                                                         | Od                   | Do                   |
| --- | ------------------------- | --------------------------------------------------------------- | -------------------- | -------------------- |
| 1   | Luis Del Rosario SJ       | emerytowany arcybiskup Zamboanga (Filipiny)                     | 12 sierpnia 1966     | 22 września 1970     |
| 2   | Georg Moser               | biskup pomocniczy Rottenburga (Niemcy)                          | 12 października 1970 | 12 marca 1975        |
| 3   | Eduardo Francisco Pironio | pro-prefekt Kongregacji do spraw Zakonów i Instytutów Świeckich | 20 września 1975     | 24 maja 1976         |
| 4   | Eugeen Laridon            | biskup pomocniczy Brugii (Belgia)                               | 11 czerwca 1976      | 20 października 1999 |
| 5   | Stanisław Gębicki         | biskup pomocniczy włocławski                                    | 11 grudnia 1999      |                      |